# Демуцький Данило Порфирович
Дани́ло Порфи́рович Дему́цький (нар. 4 (16) липня 1893, Охматів — 7 травня 1954) — український фотограф та кінооператор. Учасник знімань кінострічки Олександра Довженка «Земля». Жертва сталінського терору (три арешти НКВС).

## Біографія
Народився в селі Охматів (тепер Жашківського району Черкаської області). Його батько — Порфирій Демуцький — лікар, композитор і відомий діяч культури, збирач зразків народної музичної культури, керівник великого сільського хору.
Вступив до гімназії у Києві, згодом в університет Святого князя Володимира спочатку на медичний, а потім (через рік) перевівся на юридичний факультет.

## Творчість
Захоплення фотографією почалося з членством у київському товаристві фотолюбителів «Дагер»: знімав пейзажі, згодом портрети. У 1913 році вперше виступає на «Всеросійській виставці художників світлопису» зі своїми 4-ма пейзажами. По закінченні університету був учасником виставок у Києві, Харкові, Одесі, Москві, Петербурзі. Фотографував моноклем, найпростішим об'єктивом, що давало змогу досягти незвичайного мальовничого ефекту. На батьківщині його фотороботи спочатку не викликали захоплення, однак у Парижі в 1925 році вони отримали золоту медаль на Міжнародній виставці ужиткового мистецтва.
Працював фотографом, був співробітником журналів «Вестник фотографии» та «Солнце России». Згодом співпрацював з театром «Березіль» Леся Курбаса.

Фоторобо́ти Данила Демуцького
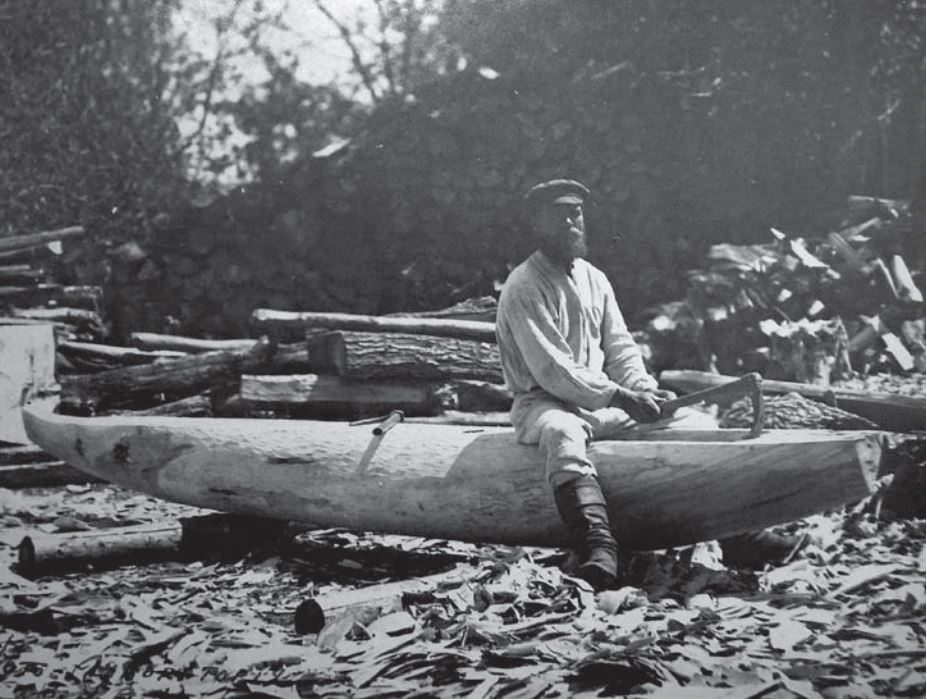
«Майстер „бортує“ копилом човна, с. Старосілля, Жукинська волость, Остерський повіт, Чернігівщина, 1922 р.»
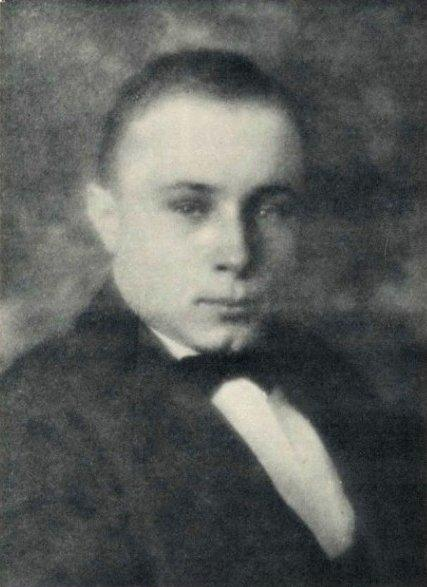
Портрет Олександра Оглоблина, 1922
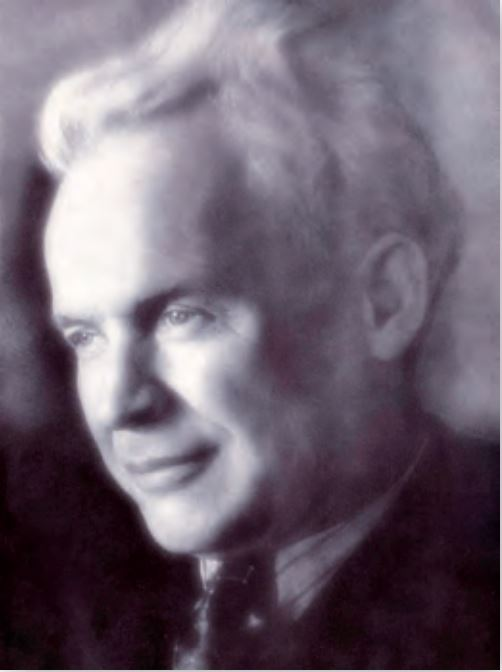
Портрет Олександра Довженка
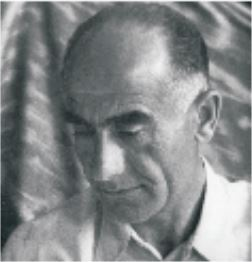
Портрет Варшама Єремяна в Ташкенті, 1945

1925 починає працювати на Одеській кінофабриці ВУФКУ завідувачем фотоцеху. Як розповідав Демуцький, стати оператором було непросто, це була свого роду «каста», секрети майстерності якої не розголошували, а вступ до неї був суворо обмежений. І навчатися цієї професії тоді було ніде. Завдяки Олексію Калюжному, ще одному великому оператору того часу, Демуцький отримав на одну ніч апарат, щоб опанувати технічні тонкощі.
Незабаром він разом з німецьким заїжджим оператором Йозефом Роною знімають фільм за сценарієм Олександра Довженка «Вася-реформатор» та «Ягідка кохання» (1926 р.). Потім вони ненадовго розійдуться, щоб 1929 року зійтися в фільмі «Арсенал», де яскраво виявилася художня манера Демуцького. Йосип Шпінель, сценограф фільму, згадував, що знімати було важко: не було простору для декорацій, освітлювати їх було ще важче, але Демуцький, як оператор дуже чутливий до задуму художника, говорив: «Не думайте про мене, будуйте декорації, як вважаєте за потрібне. А я вже докладу зусиль, щоб їх освітити та зняти».
Улітку 1929 року Демуцький із Довженком почали знімати «Землю», створивши 1930 року ще один шедевр. За словами Василя Скуратівського, у фільмі «Земля» виникла рідкісна гармонія великого режисера і великого оператора. Майстер портрету, він створив надзвичайно пластичні та психологічно насичені портрети за допомогою тонких світлових нюансів. За допомогою монокля та різних насадок на об'єктив він малював пейзажі у димці й акторів у м'яких приглушених тонах.
Далі буде «Іван», де чудово зняті Дніпровські пороги, що ховаються під воду.
А 1932 його заарештують за звинуваченням в розголошенні даних допиту та приховуванні сценарію Фавста Лопатинського «Україна». Звільнили через 4 місяці, але арешт багато що зламав. На знімання «Івана» Довженко змушений запросити ще двох операторів.
19 жовтня 1934-го він був заарештований НКВС вже у Києві, де працював оператором Київської кіностудії. На допиті Демуцькому необхідно було докладно розповісти про всіх родичів, близьких і далеких, по материній і по батьковій лінії. Звинувачення полягало в тому, що нібито Данило був родичем активного члена білоемігрантської організації К. Ф. Демуцького і мав із ним зв'язок. Під арештом пробув знову 4 місяці, а у квітні 1935 року його звільнили із зобов'язанням наступного дня з'явитися в органи НКВС, де йому й повідомили, що «Демуцькому Д. П., із дворян, як соціально небезпечному елементу заборонити проживання в 15-ти пунктах СРСР терміном на три роки, тобто по 19 грудня 1937 року». Він обрав з того, що було можливо, Ташкент, оскільки там було кіновиробництво.
В Узбекистані Данило Демуцький знімає невеличкі сюжети для студії хронікальних фільмів. Але у січні 1938 року оператора знову заарештовують за показами якогось психічно ненормального хлопчика, разом з ще 21-ю людиною. Справа була заплутана, слідство тягнулося рік, а потім знову справу скерували на переслідство, що зайняло ще пів року. У результаті справу було припинено, Демуцький з іншими відсидів 17 місяців у в'язниці і 1 червня 1939 року його звільняють одним з перших. Повна реабілітація дає можливість Демуцькому повернутися до Києва.
У роки війни він знову працював у Ташкенті, зняв фільми «Насреддін у Бухарі», «Тахір і Зухра». У 1947-му створив знаменитий «Подвиг розвідника» вже на Київській кіностудії. За кілька днів до смерті йому присвоїли звання «Заслужений діяч мистецтв Української РСР», а для всіх він залишився класиком світового кіно.

Могила Порфирія і Данила Демуцьких

Помер у Києві 7 травня 1954 року і похований на Байковому кладовищі на центральній алеї поряд з батьком П. Д. Демуцьким (ділянка № 2; надгробок — мармур, барельєф; скульптор І. Г. Майєр).

## Фільмографія

### Операторські роботи
- 1926 — «Вася-реформатор» (средньометражний, спільно з Й. Роною)
- 1926 — «Свіжий вітер»
- 1926 — «Ягідка кохання» (спільно з Й. Роною)
- 1927 — «Два дні»
- 1927 — «Примха Катерини ІІ»
- 1927 — «Лісова людина»
- 1929 — «Арсенал»
- 1930 — «Земля»
- 1931 — «Фата морґана» (спільно з О.Панкрат'євим)
- 1932 — «Іван» (спільно з Ю. Єкельчиком та М. Глідером)
- 1932 — «На великому шляху»
- 1936 — «Киргизстан» (документальний, спільно з М. Голубєвим)
- 1937 — «Країна весни» (документальний)
- 1942 — «Сині скелі» (у Бойовій к/зб № 9) (короткометражний)
- 1943 — «Рокі молоді»
- 1943 — «Насреддін у Бухарі» («Ходжа Насреддін»)
- 1945 — «Тахір та Зухра» (спільно з М. Краснянським, М. Карюковим, В. Морозовим)
- 1946 — «Пригоди Насреддіна»
- 1947 — «Подвиг розвідника»
- 1950 — «У мирні дні»
- 1951 — «Тарас Шевченко» (у співавт.)
- 1953 — «Калиновий гай» (спільно з В. Філіпповим i Н. Слуцьким)

## Звання та нагороди
- 1944 — Заслужений діяч мистецтв Узбецької РСР;
- 1951 — Премія на 6-му Міжнародному кінофестивалі у Карлових-Варах за найкращу операторську роботу (фільм «У мирні дні»);
- 1952 — Сталінська премія (1-го ступеня за фільм «Тарас Шевченко»);
- 1954 — Заслужений діяч мистецтв Української РСР.

## Вшанування пам'яті

Меморіальна дошка

- В Києві, на вулиці Саксаганського, 24, де з 1947 по 1954 жив Данило Демуцький, 1976 року встановлена бронзова меморіальна дошка (барельєф; скульптор І. М. Копайгоренко)[5].
- Документальний фільм, присвячений життю і творчості Д. П. Демуцького «Нехай святиться ім'я твоє» (1992—1993, режисер Н. О. Акайомова).